# Time Out of Mind
Time Out of Mind (Tiempo fuera de la mente) es el trigésimo álbum de estudio del músico estadounidense Bob Dylan, publicado por la compañía discográfica Columbia Records en septiembre de 1997. El álbum, producido por Daniel Lanois, fue considerado por una amplia parte de la crítica musical como el «regreso artístico» de Dylan, tras el lanzamiento de varios trabajos de menor éxito y repercusión comercial como Under the Red Sky, Good as I Been to You y World Gone Wrong. Supuso además el primer trabajo con material nuevo en siete años, después de dos álbumes con canciones folk tradicionales, e incluyó en palabras de Stephen Erlewine un «sonido nebuloso y ominoso» debido al trabajo de Lanois, con quien el músico grabó anteriormente Oh Mercy en 1989, y que «encaja con canciones densamente detalladas, amargas y dóciles, que Dylan interpreta con una angustia adecuada».
La grabación del álbum, que tuvo lugar en los Criteria Recording Studios de Miami (Florida), fue detallada por el propio Dylan en un episodio del primer volumen de su autobiografía, Chronicles, Vol. 1, en la que describió el sonido del álbum como el resultado de «micrófonos estratégicamente situados en el estudio y una mezcla cuidada». A pesar de trabajar de forma complementaria con Lanois en la producción bajo el seudónimo de Jack Frost, Dylan no se mostró totalmente satisfecho con el resultado final de Time Out of Mind y produjo sus posteriores trabajos en solitario con el mismo seudónimo.
Tras su lanzamiento, Time Out of Mind obtuvo una valoración positiva por parte de la prensa musical. Ganó tres Grammy en la 40.ª edición de los premios en las categorías de álbum del año y mejor álbum de folk contemporáneo, mientras que la canción «Cold Irons Bound» se alzó con el premio a la mejor interpretación vocal de rock masculina. Además, fue votado como mejor álbum del año en la encuesta Pazz & Jop elaborada por críticos musicales para la revista Village Voice, y obtuvo el puesto 408 en la lista de los 500 mejores álbumes de todos los tiempos elaborada por Rolling Stone.
A nivel comercial, Time Out of Mind alcanzó el puesto diez tanto en la lista estadounidense Billboard 200 como en la lista de discos más vendidos del Reino Unido, y fue certificado como disco de platino por RIAA un año después de su publicación.

## Trasfondo

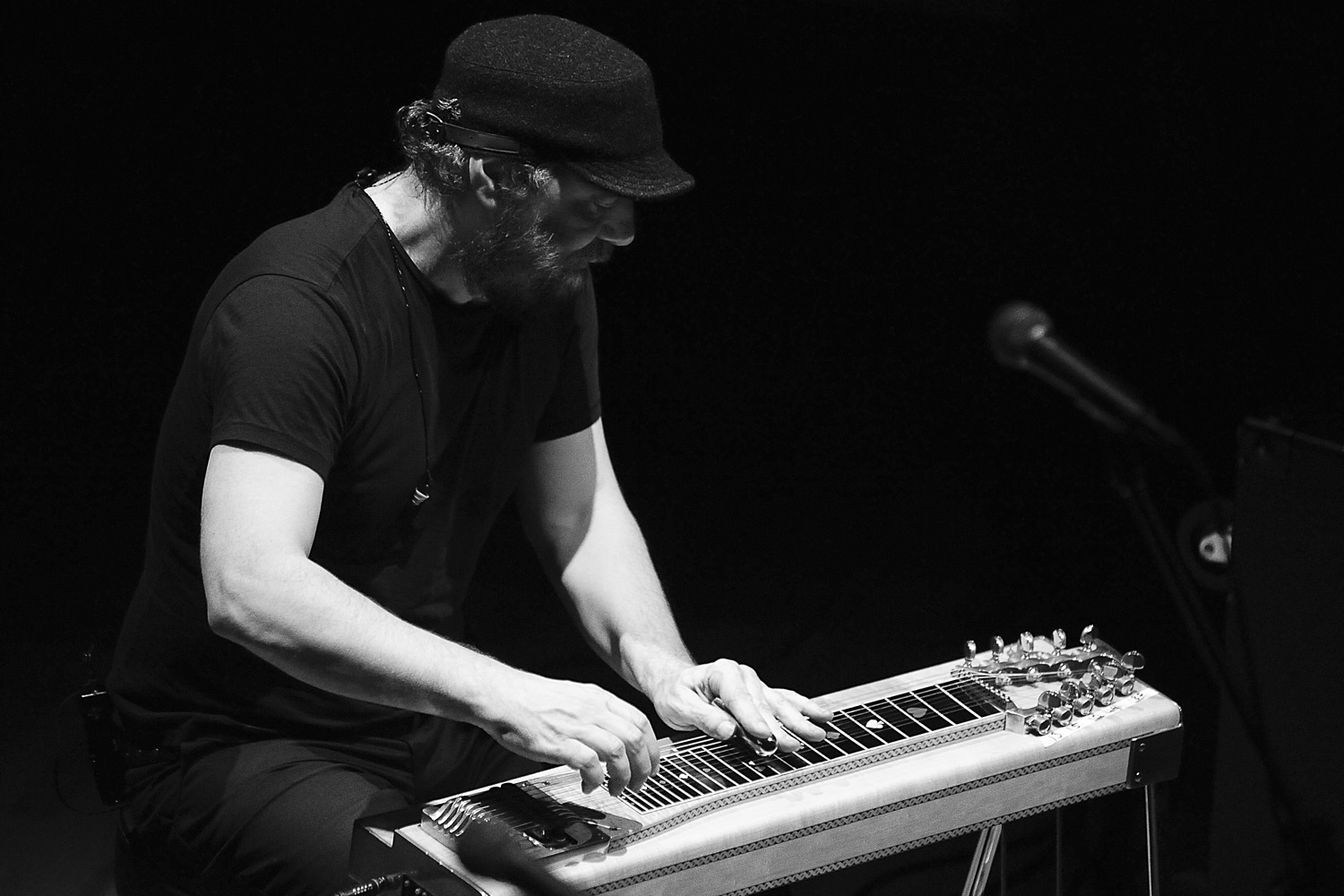
Daniel Lanois produjo Time Out of Mind siete años después de grabar con Dylan el álbum Oh Mercy.

Time Out of Mind cerró una etapa de sequía creativa en la carrera de Dylan durante la primera mitad de la década de 1990, durante la cual solo publicó un álbum, Under the Red Sky, con nuevas composiciones. En abril de 1991, Dylan comentó al periodista Paul Zollo que su eficacia a la hora de componer no era la misma que en su juventud: «Hubo un tiempo en que podía hacer tres o cuatro canciones al mismo tiempo, pero esos tiempos ya se han ido... De vez en cuando, la vieja canción vendrá a mí como un bulldog a la puerta del jardín y demandará que la escriba. Pero la mayoría son rechazadas y arrojadas fuera de mi mente. Intentas ponerte al corriente preguntando si de verdad alguien necesita oírla. Quizás una persona llegue al punto en el que ha escrito demasiadas canciones. Dejemos a otros que las escriban».
Under the Red Sky obtuvo reseñas generalmente negativas de la prensa musical. Al respecto, Patrick Humphries comentó que el álbum «era todo lo que Oh Mercy no era: canciones escritas de forma descuidada, interpretadas de forma perezosa y producidas sin imaginación». Tras grabar un segundo álbum con The Traveling Wilburys, Dylan publicó dos discos con versiones de canciones folk, Good as I Been to You y World Gone Wrong, actuó en directo para la serie de conciertos MTV Unplugged y mantuvo su habitual actividad en directo con la gira Never Ending Tour.
Dylan comenzó a componer nuevas canciones durante el invierno de 1996 en su granja de Minnesota. En una entrevista con Charlie Rose, el productor Daniel Lanois recordó que Dylan habló sobre haber pasado muchas noches trabajando en las canciones. Una vez que terminaba de componer, según Lanois, Dylan consideraba finalizado el disco diciendo: «Sabes que cualquier cosa que hagamos con esto, eso es todo», a lo que Lanois contestó: «Lo que es importante es que estén escritas».

## Grabación
La grabación de Time Out of Mind tuvo lugar en los Criteria Recording Studios de Miami (Florida) durante los dos primeros meses de 1997. Dylan grabó demos de varias canciones en el estudio. e involucró a miembros de su banda en la gira a lo largo de sesiones informales y relajadas, durante las cuales también experimentó con nuevas ideas y arreglos. Tras reescribir varias letras en enero, comenzó las sesiones de grabación con el apoyo del productor musical Daniel Lanois, quien trabajó anteriormente con Dylan en Oh Mercy.
Además de la banda de Dylan en la gira Never Ending Tour, Lanois contrató al guitarrista Cindy Cashdollar y al batería Brian Blade para participar en las sesiones. Por su parte, Dylan contrató al batería Jim Keltner, con quien tocó entre 1979 y 1981, al guitarrista Bob Britt y a los pianistas Augie Meyers y Jim Dickinson.
Dylan usó durante las sesiones un micrófono Sony C37A idéntico al de las sesiones de grabación de Oh Mercy, y otros elementos técnicos para producir el distintivo sonido del álbum. Según Lanois: «A Dylan le gustan los viejos discos de los años 50 porque tienen una profundidad natural que no era el resultado de técnicas de mezcla».
Con dos grupos diferentes compitiendo en las grabaciones y dos productores enfrentados a la hora de aprovechar cada canción, las sesiones de Time Out of Mind estuvieron lejos de ser disciplinadas. Años después, preguntado sobre Time out of Mind, el batería Dickinson comentó: «No te puedo decir lo que estaba sucediendo. Sé que estaban escuchando repeticiones, ¡y no sé si estaban tratando de mezclarlas o no! Doce músicos tocando en directo —tres baterías... es increíble—, dos pedal steels, nunca antes había escuchado dos pedal steel tocados al mismo tiempo. Era el caos absoluto durante hora y media, y luego ocho minutos de música bonita».
Lanois admitió posteriormente dificultades a la hora de trabajar con Dylan, a quien llegó a calificar de «hombre excéntrico». En una entrevista, comentó que ambos solían salir al aparcamiento para discutir sobre la grabación sin la banda. Según Lanois: «Elaboraba la discusión en la canción «Standing in the Doorway» y le comenté: «Escucha, me encanta «Sad Eyed Lady of the Lowlands», ¿podemos robar ese sentimiento para esta canción?». Él dijo: «¿Crees que podría funcionar?» Luego nos sentábamos en la defensa de un camión y solía pensar que si la gente viese aquello no se lo creería». Según el autor Clinton Heylin: «Con Time Out of Mind, Lanois produjo quizás el álbum más artificial en el canon de Dylan».
Dylan reconoció sus dificultades durante las sesiones de grabación en una entrevista para la revista Guitar World. Según sus palabras: «Pierdo mi inspiración en el estudio con mucha facilidad, y es muy difícil para mí pensar que voy a eclipsar cualquier cosa que hice antes. Me aburro fácilmente, y mi visión, que empieza fuera, llega a ser borrosa tras unas pocas tomas fallidas». En la misma entrevista citó a Buddy Holly como una gran influencia durante la grabación y habló sobre trabajos previos como Highway 61 Revisited, Blood on the Tracks e Infidels:

«Aquellos discos se hicieron hace mucho tiempo, y ya sabes, los discos de aquellos días era todos buenos. Todos tenían algo mágico porque la tecnología no estaba detrás de lo que el artista estaba haciendo. Era mucho más fácil conseguir algo excelente en aquellos días. Ahora la principal prioridad es tecnología. No es el artista o el arte. Es la tecnología que viene. Eso es lo que hace Time Out of Mind... no se toma en serio, pero el sonido es muy significante para el disco. Si se hubiese grabado más al azar, no habría sonado de la misma manera. No habría tenido el impacto que tuvo...No hubo ningún esfuerzo en vano en Time Out of Mind».

## Problemas de salud
Poco después de completar la grabación de Time Out of Mind, Dylan enfermó de histoplasmosis, una infección fúngica o micosis sistémica causada por la levadura Histoplasma capsulatum, a raíz de la cual se vio obligado a cancelar su gira y a estar encamado durante junio de 1997. Según Dylan: «Fue algo llamado histoplasmosis que vino de inhalar un montón de cosas que estaba en uno de los ríos cerca de donde vivo. Quizás un mes, o dos o tres veces al año, los bancos del río se ensucian, el viento sopla y un montón de remolino queda en el aire. Pasó que inhalé algo de eso. Por eso me puse enfermo. Llegó al corazón, pero no era algo que realmente atacara mi corazón».
Tras el problema de salud, un número de columnistas, entre ellos A. J. Weberman, especularon sobre un giro en la temática de las canciones de Time Out of Mind, que incluían un creciente temor a la mortalidad. Sin embargo, cuando Dylan fue hospitalizado y se iniciaron las especulaciones, el álbum había sido grabado y mezclado. El propio Dylan restó importancia a las especulaciones en entrevistas posteriores.

## Canciones descartadas
De quince canciones grabadas durante las sesiones de Time Out of Mind, once fueron publicadas en la configuración final del álbum y cuatro fueron descartadas:
- La primera canción descartada fue «Mississippi», que el propio Dylan regrabó cuatro años después en "Love and Theft". Según el músico: «Si escuchas la grabación original, ves al instante porqué se omitió del álbum y se reclutó para "Love and Theft". La canción fue prácticamente trazada melódica, lírica y estructuralmente, pero Lanois no la vio. Le quitó la batería multirrítmica, ese tipo de cosas. El polirritmo tiene su lugar, pero no encaja para letras que tratan de transmitir la majestuosidad y el heroísmo».[24] Dylan ofreció la canción a Sheryl Crow, quien grabó una versión en The Globe Sessions antes de que Dylan la publicase en "Love & Theft".[25] Otras tres versiones de la canción, grabadas durante las sesiones de Time Out of Mind, vieron la luz en el recopilatorio The Bootleg Series Vol. 8 – Tell Tale Signs: Rare and Unreleased 1989–2006.[26]

- La segunda canción, «Dreamin' of You», incluye estrofas que formaron parte de «Standing in the Doorway», aunque con una melodía completamente distinta. Fue publicada en el recopilatorio Tell Tale Signs en 2008 y contó con la colaboración de Harry Dean Stanton en un videoclip estrenado en Amazon.[26][27]

- Otras dos canciones, «Girl from the Red River Shore» y «Marching to the City» también se incluyeron en Tell Tale Signs.[26] La primera fue definida como «la mejor canción de las sesiones» por Jim Dickinson,[28] mientras que la segunda evolucionó musicalmente hasta convertirse en «Til I Fell in Love with You».

En álbumes anteriores, seguidores y músicos criticaron las decisiones creativas de Dylan a la hora de seleccionar las canciones para sus discos. Time Out of Mind no fue una excepción a la regla, y el propio músico mencionó en la ceremonia de entrega de los premios Grammy a Don Ienner, ejecutivo de Columbia Records, quien «me convenció de publicar el álbum, aunque su canción favorita no esté en él».

## Recepción
Time Out of Mind obtuvo críticas positivas de la prensa musical. Robert Christgau comentó: «Los ganchos son las voces espectrales de Dylan —su último truco de ventrílocuo, tan real, tan ordenado— y una banda cuya quietud evoca el funk del disco 461 Ocean Boulevard de Eric Clapton sin la cercanía del sexo». En el mismo sentido, el crítico Cook Young definió las canciones del álbum como «soberbias» y describió Time Out of Mind como «un álbum curioso. Es como la mezcla de dos discos. La mitad de las canciones se comparan con las lastimeras e introspectivas composiciones que vimos en Blood on the Tracks, mientras que la otra mitad son cancioncillas blues de doce compases que a menudo suenan como si Bob las estuviese inventando mientras suenan».
Algunos periodistas fueron críticos con la producción musical de Lanois en Time Out of Mind. Al respecto, el periodista Stephen Thomas Erlewine escribió en Allmusic: «Time Out of Mind tiene un fundamento valiente. En general, las canciones son amargas y resignadas, y Dylan les da interpretaciones apropiadamente angustiosas. Lanois las baña con sonidos nebulosos, siniestros, que pueden satisfacer el espíritu de las letras, pero que a menudo son opuestos a la interpretación de Dylan». Por su parte, el autor Michael Gray escribió: «El sonido tampoco es muy útil. En algunos temas Dylan está tan enterrado en el eco que no hay esperanza de escuchar los detalles de su voz que una vez fue central como parte de su genio». George Starostin analizó el estilo vocal de Dylan en el álbum y comentó: «Bob ha pasado por un nuevo cambio de voz... aquí hay un tono extrañamente confidente. No es que sea más enérgico: de hecho, suena mayor que antes, pero esta vez es un tipo de voz profunda, rica, triste y ligeramente bluesera y taimada».
A nivel comercial, Time Ouf of Mind alcanzó la décima posición tanto en la lista estadounidense Billboard 200 como en la lista de discos más vendidos del Reino Unido. En el primer país, la Recording Industry Association of America (RIAA) lo certificó disco de platino al vender más de un millón de copias, una cifra que el músico no alcanzaba desde el lanzamiento de Slow Train Coming en 1979. En el Reino Unido, la British Phonographic Industry (BPI) lo certificó disco de oro al superar las 100 000 unidades vendidas en el país. En Canadá, alcanzó el puesto 27 y fue certificado disco de oro por Music Canada, mientras que en varios países europeos como Alemania, Noruega y Suecia llegó al top 10.
Time Out of Mind obtuvo además el reconocimiento de la industria musical al ganar tres Grammy en las categorías de mejor álbum del año y mejor álbum de folk contemporáneo, mientras que la canción «Cold Irons Bound» se alzó con el premio a la mejor interpretación vocal de rock masculina. Fue también votado como el mejor álbum del año en las encuestas Pazz & Jop de la revista Village Voice, y situado en el puesto 408 en la lista de los 500 mejores álbumes de todos los tiempos elaborada por la revista Rolling Stone.

## Lista de canciones
Todas las canciones escritas y compuestas por Bob Dylan. 
| Cara A |                           |          |  |
| N.º    | Título                    | Duración |  |
| 1.     | «Love Sick»               | 5:21     |  |
| 2.     | «Dirt Road Blues»         | 3:36     |  |
| 3.     | «Standing in the Doorway» | 7:43     |  |
| 4.     | «Million Miles»           | 5:52     |  |

| Cara B |                               |          |  |
| N.º    | Título                        | Duración |  |
| 5.     | «Tryin' to Get to Heaven»     | 5:21     |  |
| 6.     | «Til I Fell in Love with You» | 5:17     |  |
| 7.     | «Not Dark Yet»                | 6:29     |  |

| Cara C |                         |          |  |
| N.º    | Título                  | Duración |  |
| 8.     | «Cold Irons Bound»      | 7:15     |  |
| 9.     | «Make You Feel My Love» | 3:32     |  |
| 10.    | «Can't Wait»            | 5:47     |  |

| Cara D |             |          |  |
| N.º    | Título      | Duración |  |
| 11.    | «Highlands» | 16:31    |  |
| 72:50  |             |          |  |

## Personal
| Músicos - Bob Dylan: guitarras, armónica, piano y voz. - Bucky Baxter: guitarra y pedal steel (en «Standing in the Doorway», «Tryin' to Get to Heaven», «Not Dark Yet» y «Cold Irons Bound»). - Brian Blade: batería. - Robert Britt: guitarra y Fender Stratocaster (en «Standing in the Doorway», «Til I Fell in Love with You», «Not Dark Yet» y «Cold Irons Bound»). - Cindy Cashdollar: guitarra slide (en «Standing in the Doorway», «Tryin' to Get to Heaven» y «Not Dark Yet»). - Jim Dickinson: teclados, Wurlitzer y órgano. - Tony Garnier: guitarra eléctrica y acústica. - Jim Keltner: batería. - David Kemper: batería (en «Cold Irons Bound»). - Daniel Lanois: guitarra, mandolina, firebird y guitarra. - Tony Mangurian: percusión (en «Standing in the Doorway», «Million Miles», «Can't Wait» y «Highlands»). - Augie Meyers: órgano Hammond B3 y acordeón. - Duke Robillard: guitarra eléctrica L5 Gibson (en «Million Miles», «Trying' to Get to Heaven» y «Can't Wait»). - Winston Watson: batería (en «Dirt Road Blues»). | Equipo técnico - Chris Carrol: ingeniero asistente. - Bob Dylan: productor. - Joe Gastwirt: mezclas. - Mark Howard: ingeniero de sonido. - Daniel Lanois: fotografía y productor. - Suzie Q.: fotografía. - Mark Seliger: fotografía. |

## Posición en listas
| País              | Lista                    | Posición |
| ----------------- | ------------------------ | -------- |
| Alemania          | Media Control Charts     | 6        |
| Australia         | ARIA Albums Chart        | 24       |
| Austria           | Ö3 Austria Top 40        | 12       |
| Bélgica (Flandes) | Ultratop 200 Albums      | 11       |
| Canadá            | RPM Top Albums           | 27       |
| Estados Unidos    | Billboard 200            | 10       |
| Francia           | SNEP Albums Chart        | 15       |
| Noruega           | VG-lista Top 40 Albums   | 2        |
| Nueva Zelanda     | New Zealand Albums Chart | 11       |
| Países Bajos      | Mega Albums Top 100      | 28       |
| Reino Unido       | UK Albums Chart          | 10       |
| Suecia            | Albums Top 60            | 5        |
| Suiza             | Swiss Top Albums 100     | 12       |

| Sencillo    | País        | Lista            | Posición |
| ----------- | ----------- | ---------------- | -------- |
| «Love Sick» | Reino Unido | UK Singles Chart | 64       |

## Certificaciones
| País           | Organismo certificador | Certificación | Ventas certificadas | Ref.   |
| -------------- | ---------------------- | ------------- | ------------------- | ------ |
| Estados Unidos | RIAA                   | Platino       | 1 000 000           | [ 7 ]  |
| Reino Unido    | BPI                    | Oro           | 100 000             | [ 38 ] |
| Canadá         | CRIA                   | Oro           | 100 000             | [ 40 ] |